# 菲尔塞克
菲尔塞克是德国巴伐利亚州的一个市镇。总面积64.68平方公里，总人口6473人，其中男性2984人，女性3489人（2011年12月31日），人口密度100人/平方公里。